# Hoplocerambyx brevispinis
Hoplocerambyx brevispinis là một loài bọ cánh cứng trong họ Cerambycidae.